# Hydroporus tessellatus
Hydroporus tessellatus là một loài bọ cánh cứng trong họ Bọ nước. Loài này được Drapiez miêu tả khoa học năm 1819.